# Salacia malabarica
Salacia malabarica är en benvedsväxtart som beskrevs av Gamble. Salacia malabarica ingår i släktet Salacia och familjen Celastraceae. Inga underarter finns listade.